# کالچر کانوینینس کلاب
کالچر کانوینینس کلاب (انگلیسی: Culture Convenience Club) شرکت رسانه‌ای ژاپنی است، که در سال ۱۹۸۲ توسط مونیاکی ماسودا تأسیس شد.